# Paul Rousseau
Pour les articles homonymes, voir Rousseau.
Ne pas confondre avec l'écrivain québécois Paul Rousseau
Paul Rousseau (né le 22 mars 1868 à Bordeaux et mort le 21 mai 1941 à Paris 16e) est une figure de la presse et du monde du sport français. Sportif de haut niveau et journaliste infatigable, il est notamment le fondateur de L'Argus de l’automobile et des locomotions, devenu depuis L'Argus, l’hebdomadaire spécialisé dans l’achat/vente de véhicules neufs et d’occasion et éditeur de la célèbre cote Argus.
Au cours de sa carrière, Paul Rousseau a écrit pour de nombreux titres de presse, notamment Le Temps, et a par ailleurs contribué à la création de plusieurs journaux dont le célèbre quotidien l'Excelsior.
Paul Rousseau a en outre marqué le domaine des sports en prenant part à l’organisation de nombreux institutions et évènements sportifs avec, par exemple, la création de la Fédération française de boxe en 1903, l'International Boxing Union en 1913 ou sa participation décisive à l’histoire des 24 Heures du Mans. 
Paul Rousseau a été fait officier de l’ordre national de la Légion d’honneur par Léon Barthou en 1921.

## Carrière dans la presse

### Dans la presse sportive
Né à Bordeaux le 22 mars 1868, Paul Rousseau débute dans le journalisme à 17 ans au sein de l’hebdomadaire bordelais Le Véloce-sport, fondé en 1885 et dont il prend la direction dès 1888. De 1889 à 1892, il effectue son service militaire au 49e régiment d'infanterie. En 1892, à 24 ans, il gagne Paris pour lancer, avec Pierre Giffard, Le Vélo, premier quotidien français entièrement consacré au sport. Prenant la place de gestionnaire, Paul Rousseau permet le lancement du journal et son développement jusqu’à la création de son concurrent L'Auto-Vélo devenu L'Équipe : porté par l’organisation du Tour de France, ce dernier détrône Le Vélo et l’oblige à mettre la clé sous la porte en 1904. Paul Rousseau prend alors la direction du quotidien illustré Le Monde sportif qu’il a fondé avec Frantz Reichel mais sa parution est éphémère.

### Dans la presse d'information
En parallèle, Paul Rousseau écrit pour des journaux non spécialisés, comme le quotidien régional La Petite Gironde. Lorsqu’en 1904 Le Vélo cesse de paraitre, Rousseau rejoint le grand quotidien d’information Le Temps et devient la plume de sa rubrique sportive pour laquelle il écrira pendant 37 ans, jusqu’à sa mort. En 1910, aux côtés de Pierre Lafitte, il participe également à la création de l’Excelsior, prestigieux journal d’information illustré de l’entre-deux guerres et pionnier du photo-journalisme.

### L'Argus de l'automobile et des locomotions
Parmi ses nombreuses contributions au développement de la presse, Paul Rousseau a surtout marqué la branche spécialisée dans l’automobile, en fondant, à Paris, l’hebdomadaire L'Argus de l’automobile et des locomotions, devenu depuis L'Argus de l'automobile puis simplement L'Argus, et qui n’a pas cessé de paraître depuis 1927. Un hebdomadaire qui doit sa notoriété et sa longévité, outre son contenu d’actualité, à la fameuse cote Argus. Pour lancer son journal consacré à l’automobile, dont il souhaite favoriser les progrès, Paul Rousseau reçoit le soutien financier de son ami Ernest Loste (1874 – 1944), importateur FIAT  en France de 1907 et à la fondation de Simca. Le premier numéro de L'Argus paraît le 15 septembre 1927. 
La ligne éditoriale de L’argus est claire : proposer un journal qui suive au plus près l'ensemble de l'actualité des locomotions mécaniques, en s’efforçant de demeurer aussi impartial que possible, ainsi que Rousseau l’indique lui-même très clairement dans l’éditorial du premier numéro : « Notre voulons essayer d’être à la fois le miroir fidèle et le défenseur des besoins et des droits des usagers, des producteurs, des vendeurs. Notre ambition, c’est de réaliser l’accord parmi les consommateurs, les industriels et les commerçants. » Le journal traite de l’automobile et des locomotions sous tous leurs aspects, qu’il s’agisse d’économie, d’innovation, de législation, de sécurité, de sport ou encore de tourisme. 
Paul Rousseau reste à la tête de L’Argus jusqu’à son décès survenu le 21 mai 1941 des suites d’une maladie. C’est Jacques Loste (1905 – 2001), le fils d’Ernest, qui avait intégré la rédaction dès 1930, qui lui succède au poste de directeur-rédacteur en chef. N’ayant pas d’héritier, Paul Rousseau avait en effet remis sa succession aux collaborateurs qu’il « avait lui-même choisis et formés pour assurer la continuité de son œuvre et l’avenir de ce journal qu’il aimait tant ». Jacques Loste dirigera à son tour le journal pratiquement jusqu’à sa mort, œuvrant au développement de sa notoriété, notamment celle de la cote Argus.

## Contribution au monde des sports
À côté de son activité de journaliste, Paul Rousseau travailla toute sa vie pour le milieu sportif. Il pratique lui-même la boxe et le cyclisme. Le 31 octobre 1886, il décroche d’ailleurs, à 18 ans, les records du monde des 50 et 100 km sur route à tricycle.
En 1886, il participe à la fondation de la Ligue nationale d'éducation physique, aux côtés de Paschal Grousset. En 1895, il est commissaire sur le Paris-Bordeaux-Paris, considéré comme la première course automobile. En 1896, Théodore Vienne et Maurice Perez, obtiennent le soutien de Paul Rousseau, alors directeur du  Vélo, pour la création d’une nouvelle course cycliste entre Paris et Roubaix. Paul Rousseau est chargé du tracé du premier Paris-Roubaix dont il donne le départ, le dimanche 19 avril 1896.
Pratiquant la boxe anglaise, Paul Rousseau crée, notamment avec Frantz Reichel, la Fédération française des Sociétés de boxe en 1903 et en prend la présidence. En mai 1913, à Paris, Paul Rousseau, Fred Tilbury, président de la fédération Belge de boxe  et Victor Breyer, agissant pour le compte des autorités américaines de la boxe signent un protocole pour tenter de créer un seul organisme international de boxe professionnelle l'International Boxing Union (IBU) et en devient le président.
En 1904, il est invité à siéger aux côtés des membres du comité de l’Aéro-Club de France. Puis il participe à la fondation de la commission aérienne mixte en 1908, qui réunit l’Aéro-Club de France et l’Automobile Club de France. En 1914, toujours pour l’Aéro-Club de France, il assure le rôle de commissaire général au meeting international d’aviation. Par la suite, il prendra part à d’autres évènements de l’aviation, tels que la coupe Schneider, en tant que délégué de la France, ou la coupe Deutsch de la Meurthe, comme commissaire organisateur.
Après la Première Guerre mondiale, il participe à l’animation des Jeux olympiques d’Anvers de 1920. L’année suivante, il fait naître le Bureau permanent des fédérations internationales sportives dont il prend la présidence.
En 1923, il contribue activement à la création des 24 Heures du Mans, compétition dont il sera ensuite commissaire jusqu’à sa disparition. Selon Géo Lefèvre, « la rigueur des 24 heures du Mans lui est due à 90 % ». Dans les années 1960, le même Géo Lefèvre saluait ainsi la carrière de son ancien confrère dans le domaine des sports : « Paul Rousseau fut certainement en France et dans le monde entier le plus grand dirigeant de tous les sports auxquels il donna des lois et des règlements : le cyclisme avant tout, puis la boxe, l’aviation et l’automobile. ». À sa mort, la rédaction de L'Argus avait également écrit : « Dès 1884, sa perspicacité lui fit percevoir l’avenir du sport […]. Derrière les péripéties de la lutte sportive, il pressentit les avantages que l’homme tirerait de l’automobile. ».

## Distinctions
- Chevalier de l'ordre du Sauveur (1904)
- Officier de la Légion d'honneur (1921). Il est fait officier par Léon Barthou le 6 mai 1921.